# Cá ngựa nhỏ
Cá ngựa nhỏ, tên khoa học Hippocampus fuscus, là một loài cá thuộc họ Cá chìa vôi (Syngnathidae), được Rüppell phân loại vào năm 1838. Nó được tìm thấy ở Djibouti, Ấn Độ, Ả Rập Xê Út, Sri Lanka, có thể ở Madagascar, có thể ở Mauritius, có thể ở Réunion, và có thể Nam Phi. Môi trường sống tự nhiên của chúng là đáy nước bán thủy triều.